# Uniwersum konstruowalne
Uniwersum konstruowalne (lub uniwersum Gödla) – klasa zbiorów budowana przy założeniu aksjomatyki Zermela-Fraenkla (ZF), która tworzy model wewnętrzny ZFC. W pewnym sensie klasa ta składa się tylko z tych zbiorów, które muszą istnieć, aby aksjomaty ZF były spełnione i każdy jej element jest opisany/skonstruowany przy użyciu elementów prostszych. Zwykle uniwersum konstruowalne oznacza się przez L, a jego elementy nazywa zbiorami konstruowalnymi.
Konstrukcję L podał austriacki matematyk Kurt Gödel w celu udowodnienia, że jeśli ZF jest niesprzeczne, to także niesprzeczne jest ZF z dołączonym aksjomatem wyboru i uogólnioną hipotezą continuum (GCH). Sam wynik ogłoszono w 1938, ale pierwszy szkic dowodu (z konstrukcją L) ukazał się w 1939. Rok później Gödel opublikował monografię podającą szczegółowy opis tego modelu.
Z uniwersum konstruowalnym związany jest aksjomat konstruowalności. Jest to zdanie orzekające, że każdy zbiór jest konstruowalny (tzn. V=L). Aksjomat konstruowalności jest niezależny od standardowych aksjomatów ZFC (ani tego aksjomatu, ani jego zaprzeczenia nie można udowodnić na gruncie ZFC).
Zagadnieniu uniwersum zbioru konstruowalnych poświęcona jest częściowo monografia Thomasa Jecha.

## Definicje

### Operacje Gödla
Dla zbiorów {\displaystyle x,y} określa się operacje:
{\displaystyle {\mathfrak {F}}_{1}(x,y)=\{x,y\},}
{\displaystyle {\mathfrak {F}}_{2}(x,y)=x\times y,}
{\displaystyle {\mathfrak {F}}_{3}(x,y)=\{(u,v)\colon \,u\in x\ \wedge \ v\in y\ \wedge \ u\in v\},}
{\displaystyle {\mathfrak {F}}_{4}(x,y)=x\setminus y,}
{\displaystyle {\mathfrak {F}}_{5}(x,y)=x\cap y,}
{\displaystyle {\mathfrak {F}}_{6}(x,y)=\bigcup x,}
{\displaystyle {\mathfrak {F}}_{7}(x,y)=\mathrm {dom} (x),}
{\displaystyle {\mathfrak {F}}_{8}(x,y)=\{(u,v)\colon \,(v,u)\in x\},}
{\displaystyle {\mathfrak {F}}_{9}(x,y)=\{(u,v,w)\colon \,(u,w,v)\in x\},}
{\displaystyle {\mathfrak {F}}_{10}(x,y)=\{(u,v,w)\colon \,(v,w,u)\in x\}.}
Niech {\displaystyle A} będzie dowolnym zbiorem. Dla {\displaystyle A} można zdefiniować indukcyjnie zbiory {\displaystyle W_{n}{:}}
- {\displaystyle W_{0}=A}
- jeżeli {\displaystyle n} jest liczbą naturalną i skonstruowany został już zbiór {\displaystyle W_{n},} to niech

{\displaystyle W_{n+1}=W_{n}\cup \{{\mathfrak {F}}_{i}(x,y)\colon \,x,y\in W_{n},\,i=1,2,\dots ,10\}.}
Domknięciem Gödla zbioru A nazywa się zbiór
{\displaystyle {\mbox{cl}}(A)=\bigcup \limits _{n<\omega }W_{n}.}
Domknięcie Gödla zbioru {\displaystyle A} jest najmniejszym zbiorem, który go zawiera oraz który jest zamknięty na operacje {\displaystyle {\mathfrak {F}}_{1},\dots ,{\mathfrak {F}}_{10}.} Dla zbioru A określa się również zbiór
{\displaystyle \mathrm {def} (A)=\mathrm {cl} \left(A\cup \{A\}\right)\cap {\mathcal {P}}(A),}
gdzie {\displaystyle {\mathcal {P}}(A)} oznacza zbiór potęgowy zbioru A.

### Klasy Lαi L
Przez indukcję po liczbach porządkowych definiuje się hierarchię zbiorów konstruowalnych:
{\displaystyle \mathbf {L} _{0}=\emptyset ,}
{\displaystyle \mathbf {L} _{\gamma }=\bigcup \limits _{\alpha <\gamma }\mathbf {L} _{\alpha }}    gdy {\displaystyle \gamma } jest liczbą graniczną,
{\displaystyle \mathbf {L} _{\alpha +1}=\mathrm {def} \left(\mathbf {L} _{\alpha }\right).}
Następnie
{\displaystyle \mathbf {L} =\bigcup _{\alpha }\mathbf {L} _{\alpha },}
gdzie sumowanie przebiega po wszystkich liczbach porządkowych.
Klasę L nazywa się uniwersum konstruowalnym, a jej elementy nazywane są zbiorami konstruowalnymi.
Aksjomat konstruowalności to zdanie wszystkie zbiory są konstruowalne, tzn. {\displaystyle \mathbf {V} =\mathbf {L} .}

## Własności
- Każdy ze zbiorów {\displaystyle \mathbf {L} _{\alpha }} jest tranzytywny (tzn. jeśli {\displaystyle x\in \mathbf {L} _{\alpha },} to {\displaystyle x\subseteq \mathbf {L} _{\alpha }}) oraz {\displaystyle \{x\in \mathbf {L} _{\alpha }:x} jest liczbą porządkową {\displaystyle \}=\alpha .} Stąd {\displaystyle \mathbf {L} } jest klasą tranzytywną zawierającą wszystkie liczby porządkowe.
- Jeśli M jest klasą tranzytywną zawierającą wszystkie liczby porządkowe i taką, że {\displaystyle M\models {\mathbf {ZF} },} to {\displaystyle \mathbf {L} \subseteq M.}
- {\displaystyle \mathbf {L} } (z relacją {\displaystyle \in }) jest modelem ZFC. Ponadto następujące zdania są spełnione w tym modelu:

(i)  aksjomat konstruowalności {\displaystyle \mathbf {V} =\mathbf {L} }
(ii)  uogólniona hipoteza continuum GCH
(iii)  diament {\displaystyle \diamondsuit } (zasada kombinatoryczna Jensena)
(iv)  istnieje drzewo Suslina, tzn. ¬SH
(v)  istnieje drzewo Kurepy, tzn. KH
(vi)   nie istnieje liczba mierzalna
(vii)   istnieje {\displaystyle \Sigma _{2}^{1}} dobre uporządkowanie prostej
(viii)   istnieje {\displaystyle \Delta _{2}^{1}}-podzbiór prostej, który nie jest mierzalny w sensie Lebesgue’a i który nie ma własności Baire’a
(ix)   istnieje nieprzeliczalny koanalityczny podzbiór prostej, który nie zawiera żadnego podzbioru doskonałego
(x)  hipoteza Whiteheada, tzn. każda grupa przemienna {\displaystyle A} taka, że {\displaystyle \mathbf {Ext} ^{1}(A,\mathbb {Z} )=0} jest wolną grupą abelową (zob. funktor Ext).
- Zdania (ii)-(ix) sformułowane powyżej są konsekwencjami aksjomatu konstruowalności (zdania (i)). Jego przyjęcie powoduje, że powyższe zdania są prawdziwe również w uniwersum von Neumanna, dając odpowiedź na wiele problemów teorii mnogości oraz pewnych interesujących pytań w analizie.